# Citerne
Citerne (picardisch: Chitèrne) ist eine nordfranzösische Gemeinde mit 245 Einwohnern (Stand 1. Januar 2022) im Département Somme in der Region Hauts-de-France. Die Gemeinde liegt im Arrondissement Abbeville und ist Teil der Communauté d’agglomération de la Baie de Somme und des Kantons Gamaches.

## Geographie
Die Gemeinde liegt fünf Kilometer westlich von Hallencourt. Zu Citerne gehören der Weiler Yonville und die südlich von diesem gelegene Mühle Moulin Bouly. Das Gemeindegebiet liegt im Regionalen Naturpark Baie de Somme Picardie Maritime.

## Geschichte
In Citerne wurden Spuren einer großen gallo-römischen Villa gefunden.

## Einwohner
| 1962 | 1968 | 1975 | 1982 | 1990 | 1999 | 2006 | 2011 |
| ---- | ---- | ---- | ---- | ---- | ---- | ---- | ---- |
| 309  | 313  | 301  | 287  | 279  | 262  | 251  | 275  |

## Sehenswürdigkeiten
- Kirche Saint-Pierre aus dem 16. Jahrhundert
- Schloss mit Park im Osten der Gemeinde[1]
- Überreste der achteckigen Windmühle Moulin Bouly (oder Moulin d’Yonville) aus dem Jahr 1860 (1994 als Monument historique eingetragen (Base Mérimée PA00132920))[2]
- Kriegerdenkmal

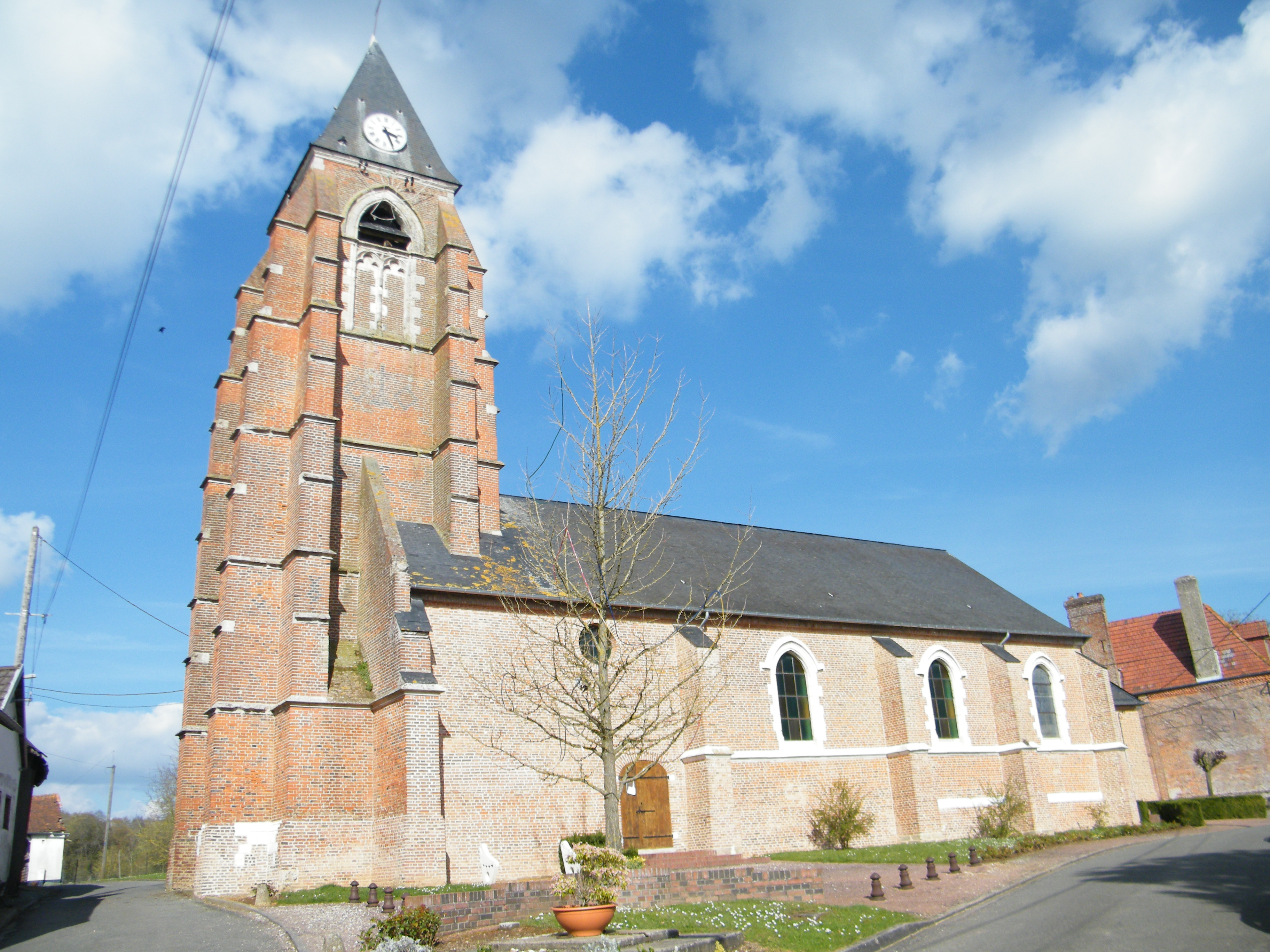
Kirche Saint-Pierre
Schloss
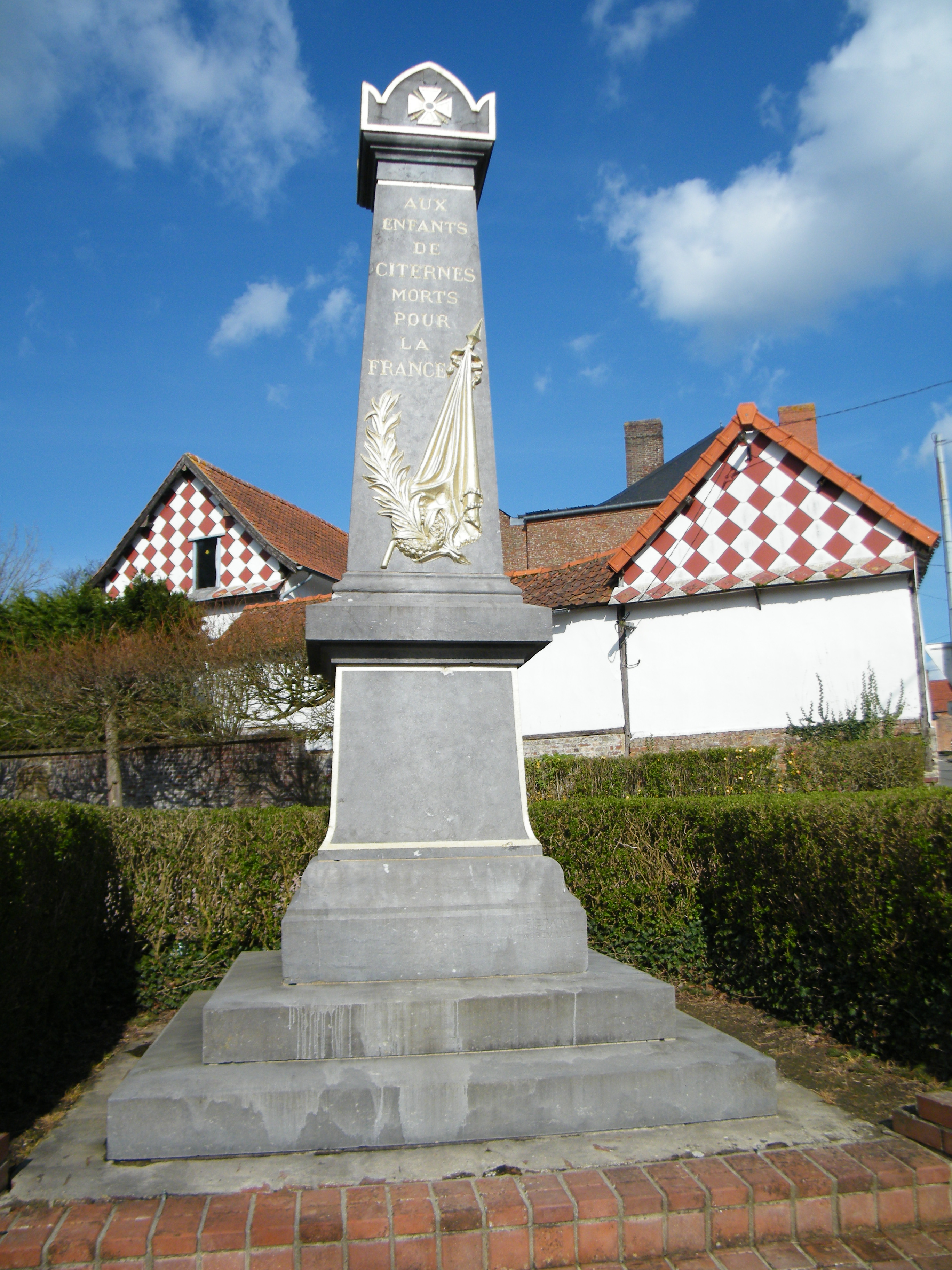
Kriegerdenkmal